# ژان ماری دزربی
ژان ماری دزربی (انگلیسی: Jean-Marie De Zerbi؛ زادهٔ ۲۰ نوامبر ۱۹۵۹) بازیکن فوتبال اهل فرانسه است.
از باشگاه‌هایی که در آن بازی کرده‌است می‌توان به باشگاه فوتبال باستیا اشاره کرد.